# Narbal Fontes
Narbal de Marsillac Fontes (Tietê, 10 de fevereiro de 1899 — Rio de Janeiro, 29 de abril de 1960) foi um poeta, biógrafo, cronista, teatrólogo, pedagogo, professor, jornalista brasileiro.
Era filho do juiz Joaquim Martins Fontes da Silva e de Emília Marsilac Fontes. Em 1926, com 27 anos, escreveu com a sua noiva, a professora Ophelia de Avellar Barros, o seu primeiro livro intitulado "Pindorama".
Diplomado em medicina em 1930, mas não pode exercer a profissão devido a constantes ataques de asma. Ele se casou em 19 de abril de 1934 com a Ophelia e a partir de então publicaram muitos livros em parceria, utilizando o pseudônimo Ofélia e Narbal Fontes. A maioria foram livros direcionados para o público infanto-juvenil.
Foi membro da Academia Brasileira de Escritores e da Associação Brasileira de Educação. 
Eles tiveram três filhos: Brasílio de Marsillac Fontes (1942-1943), Miriam Rosario de Marsillac Fontes (1937 -), Narbal de Marsillac Fontes Filho (1936 -) e Ameríndio de Marsillac Fontes (1942-1992).

## Publicações
- Vida de Santos Dumont, 1935 (em parceria com Ofélia Fontes)
- Coração de Onça, 1951 (em parceria com Ofélia Fontes)
- O Gigante de Botas, 1961 (em parceria com Ofélia Fontes)
- Um reino sem mulheres, 1967 (em parceria com Ofélia Fontes)
- Cem Noites Tapuias, (em parceria com Ofélia Fontes)
- No Reino do Pau-Brasil – Crônicas humorísticas (1933)
- 'Senhor Menino – Poesias
- 'Regina, A Rosa de Maio
- Romance de São Paulo – Romance — (1954)
- Rui, O Maior – Biografia de Rui Barbosa
- Precisa-se de Um Rei — Literatura infanto-juvenil
- O Talismã de Vidro — Literatura infanto-juvenil
- Heróis da comunidade Mundial — biografias
- A Gigantinha
- A Espingarda de Ouro
- Aventuras de Um Coco da Bahia
- Esopo, O Contador de Estórias
- Novas Estórias de Esopo
- A Falsa Estória Maravilhosa
- Espírito do Sol — Literatura infanto-juvenil
- O Micróbio Donaldo  — Saúde e higiene — paradidático — (1949)
- História do Bebê — Saúde e higiene — para didático
- Ler, Escrever e Contar
- Ilha do Sol
- Segredos das mágicas — Literatura infantil
- Brasileirinho – Música (1942)
- Companheiros: história de uma cooperativa escolar (1941)
- Pindorama
- O Menino dos Olhos Luminosos
- A Boa Semente
- O Bicho “Sete-Ciências”  — Literatura infanto-juvenil
- O Gênio do Bem
- Ascensão – Poesia – (1961)
- O leão obediente — (1915)

## Homenagem
O nome do escritor dá nome a uma biblioteca pública localizada no bairro de Santana. Desde 1973, pelo decreto n° 10.767, de 7 de dezembro de 1973, do Prefeito Miguel Colassuono, a Biblioteca Infantil de Santana passou a se chamar Biblioteca Infantil Narbal Fontes. Também dá nome a duas escolas, uma escola estadual localizada no bairro Carandiru, na zona Norte da cidade de São Paulo e a outra municipal localizada na cidade do Rio de Janeiro.